# Listor över svenska biskopar

## Biskopar under missionstiden

### Påvliga legationen i Norden
- Ärkebiskop Ebo av Reims (775–851), utnämnd till påvlig legat i Norden 822 av påve Paschalis I och missionerade i Danmark från cirka 823 tillsammans med biskoparna Willerich och Halitgar von Cambrai
- Biskop Gautbert, utnämnd till missionsansvarig i Sveariket av ärkebiskop Ebo av Reims, och ledde den kristna församlingen i Birka på plats cirka 836–845

### Ärkebiskopar avBremen-Hamburgs ärkestift(848–1072)
- Ansgar, 847–865, "Nordens apostel", första besök i Birka, Sveariket 829 efter begäran av svenske kung Björns sändebud till kejsar Ludvig den fromme (778–840) av Frankerriket
- Rimbert, 865–888, "Nordens andre apostel"
- Adalgar, 888–909
- Hoger, 909–916
- Reginwart, 917–918
- Unni, 918–936, "Nordens tredje apostel" (död 17 september 936 i Birka)
- Adaldag, 936–988
- Libentius, 988–1013
- Unwan, 1013–1029
- Libentius II, 1029–1032
- Hermann, 1032–1035
- Adalbrand, 1035–1043
- Adalbert, 1043–1072, "Patriark av Norden"

### Missionsbiskopar
- Sigfrid (missionär)

### Ärkebiskopar avBremens ärkestift(1072–1104)
- Liemar, 1072–1101
- Humbert, 1101–1104

## Ärkebiskopar avLunds ärkestift(1104–1164)
Lund var under åren 1104-1164 ärkestift över skandinavien.
- Ascer, ärkebiskop 1104–1137 (dessförinnan biskop 1089–1104)
- Eskil, 1137–1177

## Svenska kyrkans biskopar

### Biskopar i Svenska kyrkan

#### Nuvarande stift inklusive medeltida, katolska, historiska svenskkyrkliga anspråk
- Ärkebiskopen av Uppsala
- Lista över biskopar i Linköpings stift
- Lista över biskopar i Skara stift
- Biskopen i Strängnäs stift
- Lista över biskopar i Västerås stift
- Lista över biskopar i Växjö stift
- Lista över biskopar i Lunds stift

#### Bildade efter reformationen
- Biskopen  i Göteborgs stift
- Lista över biskopar i Karlstads stift
- Lista över biskopar i Härnösands stift
- Lista över biskopar i Luleå stift
- Lista över biskopar i Visby stift
- Lista över biskopar i Stockholms stift

#### Historiska svenskkyrkliga stift
- Lista över superintendenter i Mariestads superintendentia Självständigt stift 1580-1646.
- Lista över biskopar i Kalmar stift Självständigt stift 1678-1915.

#### Andra biskopar inom Svenska kyrkans andliga tradition
- Lista över biskopar i Missionsprovinsen

### Biskopar i tidigare svenska områden

#### Finland
- Lista över biskopar i Åbo stift
- Lista över biskopar i Borgå stift
- Lista över biskopar i Viborgs stift 1554–1723
- Lista över biskopar i Viborgs stift 1924–1945

#### Ingermanland
- Lista över superintendenter i Ingermanlands stift

### Estland och Lettland
- Lista över generalsuperintendenter i Livland
- Lista över superintendenter i Dorpats stift
- Lista över superintendenter i Revals stift
- Lista över superintendenter i Riga stift
- Lista över superintendenter i Ösels stift

#### Pommern
- Lista över superintendenter i Stralsunds stift

### Svenska kyrkans dotterkyrkor
- Lista över svenska biskopar i Svenska kyrkans dotterkyrkor

## Romersk-katolska biskopar i Sverige
- Lista över katolska biskopar i Sverige

## Missionsprovinsens biskopar
- Lista över biskopar

## Ortodoxa kristna biskopar i Sverige

### Serbisk-ortodoxabiskopar i Sverige
- Biskop Dositej av Skandinavien och Storbritannien.

## Orientaliska biskopar i Sverige

### Biskopar iSyrisk-ortodoxa kyrkan
- Ärkebiskop Benjamin Atas, 1996- [1]

## Biskopar i Evangeliska Ortodoxa Kyrkan i Sverige
- Biskop Thomas Andersson[2][3]